# The Pretty Reckless
The Pretty Reckless是一支来自美国纽约的另类摇滚乐队。乐队目前的成员有：泰勒·莫姆森（主唱，节奏吉他）、本·菲利普斯（主音吉他，伴唱）、马克·达蒙（贝司）和杰米·帕金斯（架子鼓）。
他们的首张专辑《Light Me Up》于2010年8月30日在英国发售，专辑中的首打单曲在5月13日就已经放出试听了。本张专辑中诞生了三首高人气的单曲，《Make Me Wanna Die》更是空降英国摇滚排行榜榜首。
2010年，他们发行了第一张同名迷你专辑：《The Pretty Reckless》。
2012年，他们发行了第二张迷你专辑：《Hit Me Like a Man》。
2014年，他们发行了第二张录音室专辑：《Going to Hell》。

## 乐队成员

### 现今成员
- 泰勒·莫姆森（Taylor Momsen）——主唱，节奏吉他（2007年-至今）
- 本·菲利普斯（Ben Phillips）——主音吉他，伴唱（2010年-至今）
- 马克·达蒙（Mark Damon）——贝司（2010年-至今）
- 杰米·帕金斯（Jamie Perkins）——架子鼓（2010年-至今）

### 已离开成员
- 约翰·西科勒（John Secolo）——吉他（2009）
- 马特·基亚雷利（Matt Chiarelli）——贝司（2009）
- 尼克·卡布（Nick Carbone）——架子鼓，打击乐（2009）

## 相关音乐人
里克·洛克（Ric Rocker）——贝司，电吉他，合成器，架子鼓，撰词，网站管理，音乐录像带导演（2009）
專輯
- Light Me Up (2010)
- Going to Hell（2014）
- Who You Selling For (2016)
- Death by Rock And Roll(Commentary Version) (2021)
- Death by Rock and Roll (2021)

單曲及迷你專輯
- The Pretty Reckless (2010)
- Hit Me Like a Man (2012)
- Kill Me (2012)
- Going to Hell (2013)
- Heaven Knows (2014)
- Messed up World(F’d up World) - Single (2014)
- Only You (2020)
- Death by Rock and Roll (2020)
- Death by Rock and Roll(Acoustic Version) (2020)
- Broomsticks (2020)
- 25 (2020)
- And So It Went (2021)
- Only Love Can Save Me Now(Acoustic) (2021)
- Got So High(Remix) (2022)

## 巡回演出
- Light Me Up Tour -112场（2010–2012）
- The Medicine Tour - 59场（2012）
- Warped Tour 2010 演出乐队之一 41场（2010）
- The Evanescence Tour 的出场嘉宾 - 25场（2011）[1]
- Guns N' Roses' Chinese Democracy Tour 的出场嘉宾 - 3场（2011）
- Marilyn Mansons Hey Cruel World... Tour 的出场嘉宾（2012）[2]
- Going To Hell Tour - 194场（2013-2015）
- Fall Out Boy - Save Rock And Roll European Tour 的出场嘉宾（2014）
- Nickelback - No Fixed Address Tour 的出场嘉宾(2015)
- Halestorm on - Carnival of Madness Tour 的出场嘉宾(2015)